# Хосе Бордалас
Хосе Бордалас (ісп. José Bordalás; нар. 5 березня 1964, Аліканте) — іспанський футболіст, нападник. По завершенні ігрової кар'єри — футбольний тренер.

## Клубна кар'єра
Уродженець Аліканте Хосе, всю свою ігрову кар'єру відіграв за команди Валенсійської громади. Вісім років перебуваючи на контракті у клубі «Еркулес» так ніразу за нього і не зіграв весь час перебуваючи в оренді.
У віці 28 років завершив кар'єру гравця через травму.

## Кар'єра тренера

### Рання кар'єра
Бордалас протягом 19 років працював виключно у регіоні, де народився. Розпочав тренерську кар'єру в 1993 році як тренер молодіжної команди «Аліканте» B, а наступного року очолив основну команду. Згодом три роки очолював місцеві клуби, зокрема, «Ельденсе», після чого повернувся до «Аліканте» вивівши їх з регіональної ліги до Сегунди Дивізіон B за три сезони.
У 2006 році очолив «Еркулес», який виступав в другій за значимістю футбольній лізі Іспанії, але за сім турів до завершеня турніру був звільнений з посади.
У 2007 очолив третьоліговий клуб «Алькояно», а наступного року підписав контракт з клубом другого дивізіону «Ельче».

### Алавес
З 2012 по 2015 роки Бордалас двічі очолював команду «Алькоркон». 11 червня 2015 року Хосе призначили головним тренером «Алавеса». У першому ж сезоні він повернув команду після десятирічної перерви до Ла-Ліги але все ж був звільнений з посади голвоного тренера 21 червня 2016 року.

### Хетафе
У вересні 2016 року Бордалас очолив команду «Хетафе» замінивши звільненого Хуана Еснайдера. Він знову вивів команду до Ла-Ліги. У першому сезоні «Хетафе» фінішував на восьмому місці. А через два сезони команда з передмісття Мадриду посіла найвищу сходинку — п'яте місце здобувши право виступати у Лізі Європи УЄФА. За підсумками сезону Хосе отримав Приз Мігеля Муньйоса.

### Валенсія
У травні 2021 року Хосе стає головним тренером клубу «Валенсія», підписавши дворічну угоду. 13 серпня він дебютував перемогою 1–0 над «Хетафе». За підсумками першого сезону він вивів команду до фіналу Кубка Іспанії, де вона поступилась по пенальті «Реал Бетіс».
3 червня 2022 року, через кілька днів після звільнення голови правління Аніла Мурті, власник «Валенсії» Пітер Лім оголосив, що тренер Бордалас також буде звільнений, а замість нього буде призначений італієць Дженнаро Гаттузо.

### Повернення до Хетафе
29 квітня 2023 року, Хосе повернувся в «Хетафе» замінивши Кіке Санчеса Флореса. Наступного дня поступились «Еспаньйолу» з рахунком 1–0.

## Особисте життя
Двоюрідний брат Бордаласа, Хуан Ігнасіо Мартінес, також футбольний тренер.

## Титули і досягнення

### Як тренера
Алавес
- Сегунда Дивізіон: 2015–16

Індивідуальні
- Ла-Ліга тренер місяця: Січень 2025[18]
- Сегунда Дивізіон тренер місяця: Травень 2016[19]
- Приз Мігеля Муньйоса: 2018–19[20]